# Montcavrel
Montcavrel település Franciaországban, Pas-de-Calais megyében. Lakosainak száma 389 fő (2022. január 1.). Montcavrel Beussent, Aix-en-Issart, Alette, Estrée, Estréelles, Inxent és Recques-sur-Course községekkel határos.

## Népesség
A település népességének változása:
| Lakosok száma | 399  | 415  | 424  | 413  | 406  | 399  | 396  | 390  | 389  |
|               | 2013 | 2015 | 2016 | 2017 | 2018 | 2019 | 2020 | 2021 | 2022 |